# 托比亞斯·斯摩萊特
托比亞斯·喬治·斯摩萊特（英語：Tobias George Smollett，1721年3月19日—1771年9月17日）是一位18世紀蘇格蘭詩人、作家。他以創作惡漢小說出名，代表作有《藍登傳》（1748）、《匹克爾傳》（1751）。他的作品影響了一批小說家，其中包括查爾斯·狄更斯和喬治·奧威爾。
他曾在格拉斯哥大學和爱丁堡大学獲得外科醫生行醫資格，後以《藍登傳》成名，晚年返回蘇格蘭創作了最後一部小說《汉弗莱·克林克历险记》，1771年因病前往意大利休養，然而在同年去世，葬在意大利里窩那。《汉弗莱·克林克历险记》在他死後出版。

## 外部連結
- Tobias Smollett的作品  - 古騰堡計劃
- 其著作的在線版本